# فعالية الواقي الذكري

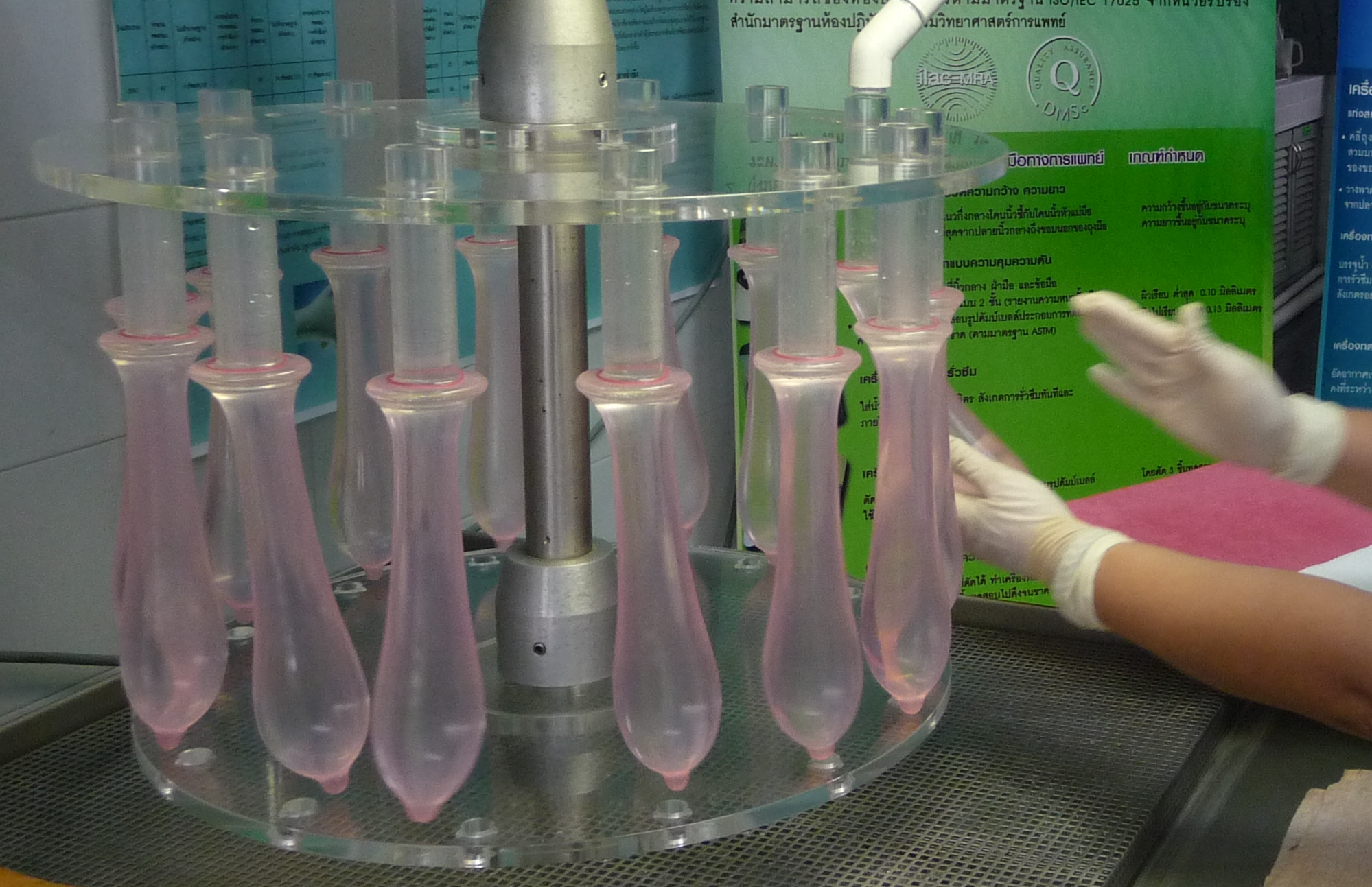

فعالية الواقي الذكري هو مدى فعالية الواقي الذكري في الوقاية من الأمراض المنقولة بالاتصال الجنسي والحمل. يمكن استخدام الواقيات الذكرية بشكل صحيح والحواجز الأخرى مثل الواقيات الأنثوية وحواجزالأسنان، في كل مرة عند استخدامها، تستطيع التقليل (على الرغم من عدم منع ذلك) من خطر الأمراض المنقولة جنسيا (بالأنجليزية: STDs)، بما في ذلك فيروس نقص المناعة البشرية(بالانجليزية:HIV) والتهاب الكبد الفيروسي. كما يمكنهم توفير الحماية ضد الأمراض الأخرى التي قد تنتقل عن طريق الجنس مثل زيكا وإيبولا. استخدام الواقي الذكري والأنثوي بشكل صحيح، في كل مرة، يمكن أن يساعد أيضا في منع الحمل.
الاستخدام المتسق والصحيح للواقي الذكري المصنوع من مادة مادة لبن الشجر يمكن أن يقلل (على الرغم من عدم القضاء) على خطر انتقال الأمراض المنقولة جنسيا والحمل. لتحقيق أقصى تأثير وقائي، يجب استخدام الواقيات الذكرية على حد سواء باستمرار وبشكل صحيح. الاستخدام غير المتناسق يمكن أن يؤدي إلى اكتساب الأمراض المنقولة جنسيا أو الحمل لأن انتقال المرض أو الحمل يمكن أن يحدث مع عملية جماعية واحدة. وبالمثل، إذا لم يتم استخدام الواقي الذكري بشكل صحيح، فقد يتقلص التأثير الوقائي حتى عندما يتم استخدامه باستمرار. إن السبل الأكثر موثوقية لتجنب انتقال الأمراض المنقولة جنسيا، بما في ذلك فيروس نقص المناعة البشرية، هي الامتناع عن النشاط الجنسي أو أن تكون في علاقة طويلة الأمد متبادلة مع شريك غير مصاب. ومع ذلك، قد يكون العديد من الأشخاص المصابين غير مدركين لإصابتهم لأن الأمراض المنقولة بالاتصال الجنسي غالباً ما تكون بدون أعراض أو غير معروفة.

## الواقي الذكري

### منع الأمراض المنقولة بالاتصال الجنسي
إن الواقي الذكري المصنوع من مادة لبن الشجر، عندما يستخدم بشكل ثابت وصحيح، فعّال للغاية في منع انتقال فيروس نقص المناعة البشرية الجنسي، وهو الفيروس الذي يسبب الإيدز. بالإضافة إلى ذلك، فإن الاستخدام المتسق والصحيح للواقي الذكري المصنوع من مادة لبن الشجر يقلل من خطر الأمراض المنقولة جنسيا الأخرى، بما في ذلك الأمراض التي تنتقل عن طريق الإفرازات التناسلية، وبدرجة أقل، أمراض القرحة التناسلية. قد يقلل استخدام الواقي الذكري من خطر الإصابة بفيروس الورم الحليمي البشري (بالإنجليزية:HPV) التناسلي، والأمراض المرتبطة بفيروس الورم الحليمي البشري، مثل الثآليل التناسلية وسرطان عنق الرحم. هناك طريقتان أساسيتان لنقل الأمراض المنقولة بالاتصال الجنسي. تنتقل بعض الأمراض، مثل عدوى فيروس العوز المناعي البشري، والسيلان، والكلاميديا، وداء المشعرات، عندما تتصل إفرازات القضيب أو الإفرازات المهبلية بأسطح الغشاء المخاطي (مثل القضيب الذكري أو المهبل أو عنق الرحم). في المقابل، تنتقل أمراض قرحة الأعضاء التناسلية (مثل الهربس التناسلي، الزهري، والقرحة الرخوة) وعدوى فيروس الورم الحليمي البشري بشكل أساسي من خلال التلامس مع الجلد المصاب أو الأسطح المخاطية. وقد أثبتت الدراسات المختبرية أن الواقي الذكري المصنوع من مادة لبن الشجر يوفر حاجزًا غير قابل للنفاذ بشكل أساسي لجزيئات بحجم مسببات الأمراض المنقولة بالاتصال الجنسي.
من المتوقع أن توفر الواقيات الذكرية مستويات مختلفة من الحماية للعديد من الأمراض التي تنتقل بالاتصال الجنسي، وهذا يتوقف على الاختلافات في كيفية انتقال الأمراض. يمنع الواقي الذكري انتقال واكتساب الأمراض المنقولة عن طريق الاتصال الجنسي عن طريق منع التلامس بين القضيب المرتدي للواقي الذكري وجلد الشريك الجنسي، والغشاء المخاطي، والإفرازات التناسلية. يتم توفير مستوى أعلى من الحماية للأمراض التي تنتقل عن طريق الإفرازات التناسلية. يتم توفير درجة أقل من الحماية لأمراض القرحة التناسلية أو فيروس الورم الحليمي البشري لأن هذه العدوى قد تنتقل أيضًا عن طريق التعرض للمناطق (على سبيل المثال، الجلد المصاب أو الأسطح المخاطية) التي لا يتم تغطيتها أو حمايتها بالواقي الذكري.
تسعى الدراسات الوبائية إلى قياس التأثير الوقائي للواقي الذكري بمقارنة خطر انتقال العدوى المنقولة جنسياً بين مستخدمي الواقي الذكري مع غير المستخدمين الذين يشاركون في الجماع الجنسي. إن التقديرات الدقيقة لفعالية الواقيات الذكرية للوقاية من الأمراض التي تنتقل بالاتصال الجنسي تعد تحديًا من الناحية المنهجية. تتناول الدراسات المصممة جيدًا العوامل الرئيسية مثل المدى الذي كان فيه استخدام الواقي الذكري متسقًا وصحيحًا وما إذا كانت الإصابة التي تم تحديدها هي حادثًا (أي جديدًا) أو منتشرًا (أي موجود مسبقًا). ذات أهمية خاصة، ينبغي أن يضمن تصميم الدراسة أن السكان الذين يجري تقييمهم قد وثقوا التعرض للأمراض المنقولة جنسياً خلال الفترة التي يجري فيها تقييم استخدام الواقي الذكري. على الرغم من أن قياس استخدام الواقي الذكري بشكل متناسق وصحيح أمر يصعب قياسه، لأن مثل هذه الدراسات ستشمل ملاحظات السلوكيات الخاصة، فقد أظهرت العديد من الدراسات المنشورة أن الفشل في قياس هذه العوامل يميل بشكل صحيح إلى التقليل من فعالية الواقي الذكري. تقدم الدراسات الوبائية معلومات مفيدة بشأن حجم الحد من مخاطر الأمراض المنقولة بالاتصال الجنسي المرتبطة باستخدام الواقي الذكري. تؤكد مراجعة شاملة للمحاضرات أن أفضل الدراسات الوبائية لفعالية الواقي الذكري تعالج عدوى فيروس العوز المناعي البشري. أظهرت دراسات عديدة للأزواج المتضاربين (حيث أصيب شريك واحد فقط) استخدامًا ثابتًا للواقي الذكري المصنوع من مادة اللاتكس ليكون فعالًا للغاية لمنع الإصابة بفيروس نقص المناعة المكتسبة جنسيًا. وبالمثل، أظهرت الدراسات أن استخدام الواقي الذكري يقلل من خطر الأمراض المنقولة بالاتصال الجنسي الأخرى. ومع ذلك، فإن القوة الإجمالية للأدلة المتعلقة بفعالية الواقي الذكري في الحد من مخاطر الأمراض المنقولة بالاتصال الجنسي الأخرى ليست عند مستوى الإصابة بفيروس نقص المناعة البشرية، ويرجع ذلك بالدرجة الأولى إلى أنه قد تم إنجاز عدد أقل من الدراسات المنهجية والمصممة بشكل جيد من الناحية المنهجية التي تتناول الأمراض المنقولة بالاتصال الجنسي الأخرى. تشير المراجعات النقدية لجميع الدراسات، مع كل من النتائج الإيجابية والسلبية (المشار إليها هنا) إلى المحددات في تصميم الدراسة في بعض الدراسات التي تؤدي إلى التقليل من فعالية الواقي الذكري؛ لذلك، من المرجح أن يكون التأثير الوقائي الحقيقي أكبر من التأثير الملاحظ.
بشكل عام، رجحت الدراسات الوبائية المتاحة أنه عند استخدامه بشكل ثابت وصحيح، يكون الواقي الذكري فعالاً للغاية في منع انتقال العدوى الجنسية بالفيروس والحد من مخاطر الأمراض المنقولة جنسياً الأخرى. 

### أمراض القرحة التناسلية وعدوى فيروس الورم الحليمي البشري
يمكن أن تحدث أمراض قرحة الأعضاء التناسلية والعدوى بفيروس الورم الحليمي البشري في كل من المناطق التناسلية الذكرية والأنثوية التي يتم تغطيتها أو حمايتها بواسطة الواقي الذكري اللاتكس، وكذلك في المناطق يتم لم يتم تغطيتها. الاستخدام المتناسق والصحيح للواقي الذكري اللاتكس يقلل من خطر الهربس التناسلي، والزهري، والقشعريرة فقط عندما تكون المنطقة المصابة أو موقع التعرض المحتمل محميًا. قد يقلل استخدام الواقي الذكري من خطر الإصابة بفيروس الورم الحليمي البشري والأمراض المرتبطة بفيروس الورم الحليمي البشري (مثل الثآليل التناسلية وسرطان عنق الرحم).
تشمل أمراض القرحة التناسلية الهربس التناسلي، والزهري، والقرحة اللينة. تنتقل هذه الأمراض في المقام الأول من خلال التماس «الجلد إلى الجلد» من القروح / القرحة أو الجلد المصاب الذي يبدو طبيعياً. تنتقل العدوى بفيروس الورم الحليمي البشري عن طريق ملامسة الجلد التناسلي أو الأسطح المخاطية أو الإفرازات المخاطية. يمكن أن تحدث أمراض القرحة التناسلية والعدوى بفيروس الورم الحليمي البشري في مناطق الأعضاء التناسلية الذكرية أو الأنثوية التي يتم تغطيتها (التي يحميها الواقي الذكري) وكذلك المناطق غير المحمية.
وقد أثبتت الدراسات المختبرية أن الواقي الذكري اللاتكس يوفر حاجزًا غير قابل للنفاذ بشكل أساسي لجزيئات بحجم مسببات الأمراض المنقولة بالاتصال الجنسي.
الأساس النظري للحماية. الحماية ضد أمراض القرحة التناسلية وفيروس الورم الحليمي البشري يعتمد على موقع القرحة / العدوى. يمكن للواقي الذكري أن يحمي فقط من انتقال العدوى عندما تكون القرحة أو العدوى في المناطق التناسلية التي يغطيها أو يحميها الواقي الذكري. وبالتالي، من المتوقع أن يحمي الاستخدام المتناسق والصحيح للواقي الذكري من انتقال أمراض القرحة التناسلية وفيروس الورم الحليمي البشري في بعض الحالات، وليس كلها.
تقدم الدراسات الوبائية التي تقارن معدلات العدوى بين مستخدمي الواقي الذكري وغير المستخدمين، دليلاً على أن الواقي الذكري المصنوع من مادة لبن الشجر يوفر حماية محدودة ضد انتقال الزهري وفيروس فيروس الهربس البسيط -2. لم تعالج أي دراسات قاطعة على وجه التحديد انتقال الغدة الدرقية واستخدام الواقي الذكري، على الرغم من أن العديد من الدراسات قد وثقت خطرًا منخفضًا للقرحة التناسلية المرتبطة بزيادة استخدام الواقي الذكري في الأماكن التي يكون فيها الغدة الدرقية من الأسباب الرئيسية للقرحة التناسلية.
قد يقلل استخدام الواقي الذكري من خطر الإصابة بالأمراض المرتبطة بفيروس الورم الحليمي البشري (مثل الثآليل التناسلية وسرطان عنق الرحم) وقد يخفف من الآثار الضارة الأخرى للعدوى بفيروس الورم الحليمي البشري. وقد ارتبط استخدام الواقي الذكري مع ارتفاع معدلات انحدار الأورام داخل عنق الرحم وتطهير العدوى فيروس الورم الحليمي البشري في النساء، ومع تراجع آفات القضيب المرتبطة بفيروس الورم الحليمي البشري في الرجال. أظهر عدد محدود من الدراسات المستقبلية تأثيرًا وقائيًا للواقي الذكري على اكتساب فيروس الورم الحليمي البشري التناسلي.
في حين ارتبط استخدام الواقي الذكري بانخفاض خطر الإصابة بسرطان عنق الرحم، لا ينبغي أن يكون استخدام الواقي الذكري بديلا للفحص الروتيني مع مسحة عنق الرحم للكشف عن سرطان عنق الرحم ومنعه، ولا ينبغي أن يكون بديلا عن التطعيم ضد فيروس الورم الحليمي البشري بين أولئك المؤهلين للحصول على لقاح.

### منع فيروس نقص المناعة البشرية
إن الواقي الذكري المصنوع من مادة لبن الشجر، عندما يستخدم بشكل ثابت وصحيح، فعّال للغاية في منع انتقال فيروس نقص المناعة البشرية الجنسي، وهو الفيروس الذي يسبب الإيدز. تعد العدوى بفيروس نقص المناعة البشرية، إلى حد بعيد، أكثر الأمراض المنقولة بالاتصال الجنسي قاتلة، وهناك أدلة علمية أكبر بكثير فيما يتعلق بفعالية الواقي الذكري للوقاية من العدوى بفيروس العوز المناعي البشري مقارنة بالأمراض المنقولة جنسياً الأخرى. إن مجموعة الأبحاث حول فعالية الواقي الذكري في منع انتقال فيروس نقص المناعة البشرية الجنسي هو أمر شامل وقاطع. تم إثبات قدرة الواقيات الذكرية لمنع انتقال فيروس نقص المناعة البشرية من الناحية العلمية في دراسات «الحياة الواقعية» للأزواج النشيطين جنسيا وكذلك في الدراسات المختبرية.
وقد أثبتت الدراسات المختبرية أن الواقي الذكري اللاتكس يوفر حاجزًا غير قابل للنفاذ بشكل أساسي لجزيئات حجم فيروس نقص المناعة البشرية.
الأساس النظري للحماية. يغطي الواقي الذكري القضيب ويوفر حاجزًا فعالًا أمام التعرض للإفرازات مثل إفرازات الإحليل والإفرازات المهبلية، مما يعوق مسار انتقال العدوى الجنسية بالفيروس.
الدراسات الوبائية التي تجري في ظروف الحياة الحقيقية، حيث يكون أحد الشركاء مصابًا بفيروس نقص المناعة البشرية والشريك الآخر غير موجود، تثبت أن الاستخدام المتسق للواقي الذكري يوفر درجة عالية من الحماية.

### منع الحمل
يمكن تقييم فعالية الواقي الذكري في منع الحمل بطريقتين. الاستخدام الأمثل أو معدلات فعالية الطريقة تشمل فقط الأشخاص الذين يستخدمون الواقي الذكري بشكل صحيح وثابت. الاستخدام الفعلي، أو معدلات فعالية الاستخدام المعتادة هي من جميع مستخدمي الواقي الذكري، بما في ذلك أولئك الذين يستخدمون الواقي الذكري بشكل خاطئ أو لا يستخدمون الواقي الذكري في كل فعل جماعي. يتم تقديم المعدلات عموما للسنة الأولى من الاستخدام. الأكثر شيوعا هو استخدام مؤشر بيرال (بالإنجليزية:Pearl Index)
لحساب معدلات الفعالية، ولكن بعض الدراسات تستخدم جداول الإنقاص (بالإنجليزية: Decrement tables).
يختلف معدل استخدام الحمل النموذجي بين مستخدمي الواقي الذكري تبعاً لعدد السكان الذين تتم دراستهم، ويتراوح بين 10 و 18٪ سنوياً. معدل الحمل الأمثل للواقي الذكري هو 2 ٪ سنويا. يمكن استخدام الواقيات الذكرية مع أشكال أخرى من وسائل منع الحمل (مثل مبيد النطاف) من أجل حماية أكبر.